# Geschichte von Mehlingen
Die Geschichte von Mehlingen beginnt in der Jungstein- und Eisenzeit. Schwanden wurde 1185/1195, Mehlingen 1257 erstmals urkundlich erwähnt.

## Vorgeschichte

### Erste Besiedlung
Eine jungsteinzeitliche Axt, die auf dem Truppenübungsplatz beim Fröhnerhof gefunden wurde, erlaubt den Schluss, dass der Raum schon im Neolithikum begangen wurde. Funde aus der Hallstatt- und Römerzeit lassen den Schluss auf eine sehr frühe Besiedlung zu.
Vermutlich war die so genannte Krumm-Männches-Grub am Egersberg, eine fast mannshohe Felsenhöhle, eine der frühesten Wohnstätten in der Gegend. Aus der Alt- und Mittelsteinzeit gibt es keine Hinweise auf Besiedlung, aber ein Fund aus der Jungsteinzeit zeugt von der Anwesenheit von Menschen in der Gegend.
Beim Fröhnerhof wurde im Jahr 1938 eine 16 Zentimeter lange und 4 Zentimeter breite bandkeramische Hammeraxt gefunden.

### Eisenzeit

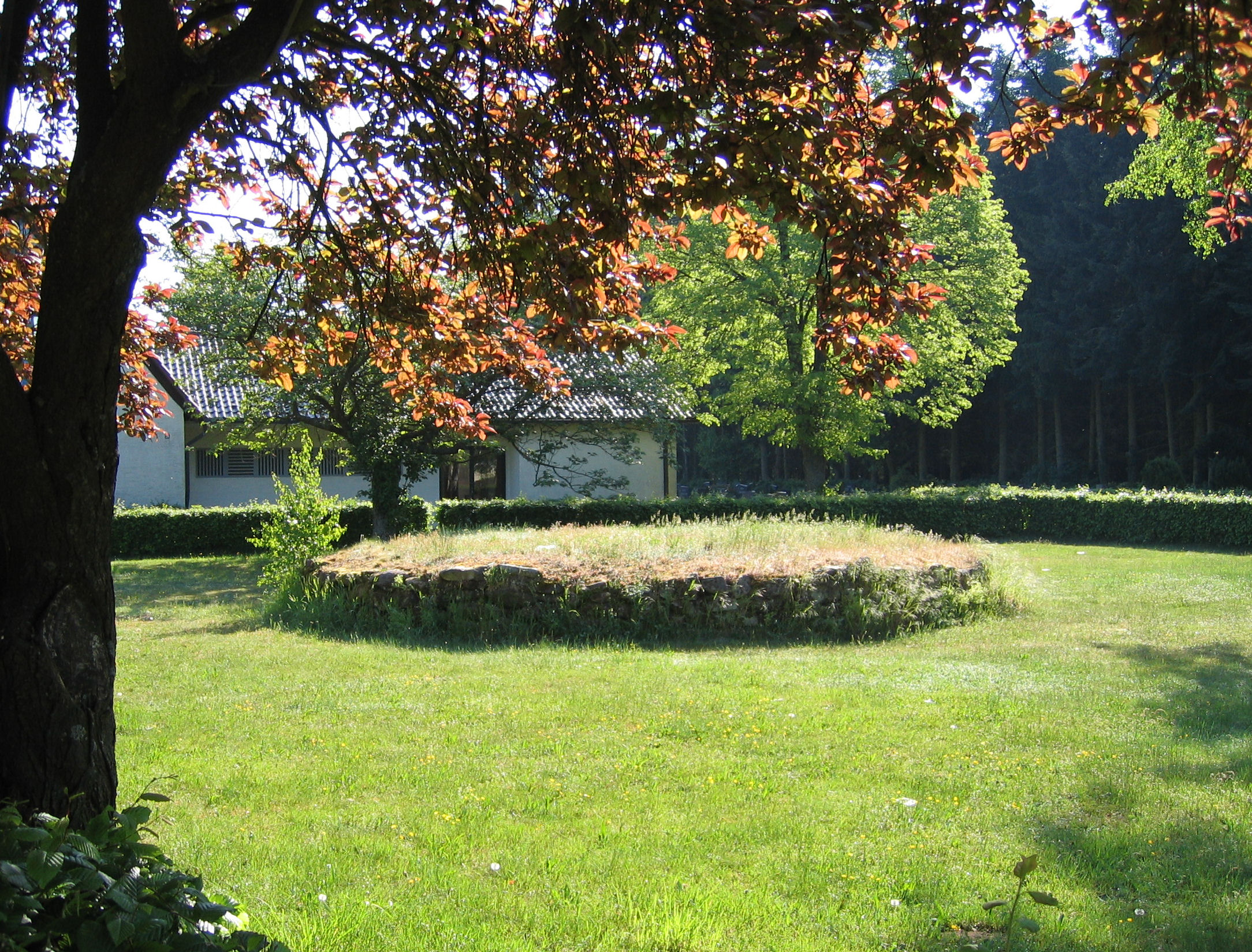
Grabhügel aus dem Neolithikum

Die Bronzezeit hat auf dem Kreis kaum Spuren hinterlassen, umso mehr aber die Eisenzeit.
Die Besiedlung in der älteren Eisenzeit ist mehrfach belegt. Um 1830 wurde bei Baalborn ein Grabhügel erschlossen, dessen Inhalt nicht mehr bekannt ist. Am Gerenberg entdeckte man drei weitere Hügelgräber, im Weinwäldchen und in der Diebsdell wurden ebenfalls Hügelgräber gefunden. Gleich mehrere Gräberfelder liegen in der Gemarkung von Neukirchen-Mehlingen.
Die Gräber sind mit Erde bedeckt, von Moos und Gras überwuchert, von Gebüsch und Kiefernwald überragt. Um jeden Hügel ist ein Kranz von Steinen, so dass die Lage der Gräber leicht zu erkennen ist. Einige wurden schon früher ausgegraben. Die Steine wurden zum Straßenbau verwendet, die Beigaben blieben unbeachtet.

## Altertum

### Römische Spuren
An die Römerzeit erinnert ein Stück Straßendamm in der Baalborner Gemarkung mit 50 Meter Länge und 2 Meter Breite. Ein 325 Meter langes Straßenstück, das in der gleichen Richtung verläuft, wurde unter Sandsteinschutt entdeckt. Außerdem wurden an mehreren Stellen im Gemeindebereich von Mehlingen römische Tonscherben sowie Reste einer ausgedehnten Siedlung, vermutlich einer Töpferei, gefunden.
Einer der wertvollsten Funde ist eine römische Münze, die 1967 bei den Kanalisierungsarbeiten in Mehlingen gefunden wurde. Sie zeigt auf der Vorderseite den Kopf des Kaisers Konstantin II. mit Diadem. Die Umschrift lautet: Constantinus P (Pius) F (Felix) Augustus.
Ein alter Straßenzug ist die von Metz über Kaiserslautern-Eselsfürth-Enkenbach-Alsenborn über den Stumpfwald nach Worms führende alte Römerstraße. Bei Eselsfürth biegt eine Abzweigung nach Norden ab, kreuzt zwischen Mehlingen und Baalborn die Königsstraße und zieht über Langmeil ebenfalls zum Rhein. Unter Napoleon wurde diese Straße zur Heerstraße erweitert und ausgebaut und erhielt den Namen Kaiserstraße.
Die Gegend lag demnach im Schnittpunkt alter Völkerstraßen und hatte oft unter durchziehenden Heerscharen zu leiden. Ihre Lage wurde ihr schließlich im Dreißigjährigen Krieg zum Verhängnis.

### Völkerwanderung
Dem Rückzug der Römer folgte der Einfall germanischer Völker, die die alten Straßen von West nach Ost benutzten. Damals wurde die bisherige Bevölkerung vernichtet oder verdrängt. In den leer gewordenen Raum stießen dann die Alemannen vor, die 496 wiederum von den Franken zurückgedrängt wurden. Jetzt begann die eigentliche Besiedlung. Mehlingen dürfte das erste Dorf auf dem Kreis gewesen sein und entstand möglicherweise in der Zeit der fränkischen Landnahme. Erst viel später folgten Baalborn und Neukirchen.

## Mittelalter
In fränkischer Zeit gehörte der Kreis zum Wormsgau. Im Hochmittelalter waren die Grafen von Leiningen die Lehnsherren. Ihnen unterstand das Gaugericht, außerdem übten sie auch das vom Kaiser übertragene Geleitrecht aus, das in Verbindung mit dem Zollgeleit eine wichtige Einnahmequelle war. Teile des Gebiets gaben sie an andere adelige Familien als so genannte Afterlehen weiter. Den Kreis erhielten dabei die Herren von Wartenberg, die sich Verwaltung und Nutzung mit den ihnen verwandten Herren von Dune, Breidenborn und Bilenstein teilten.
Mit der Gründung der Klöster Lautern, Lambrecht, Otterberg und Enkenbach traten bald auch kirchliche Grundherren in Erscheinung, die durch Kauf, Schenkung und wohl auch durch Rodung Besitz erwarben.

### Erste Erwähnung
Im Otterberger Urkundenbuch wurde ab 1195 mehrmals ein Ort Schwanden erwähnt. Es gilt als ziemlich sicher, dass dieses Schwanden im Südteil von Neukirchen lag, wo sich der alte Friedhof befand. Der Name Schwanden wurde 1491 letztmals erwähnt. Nur im Flurnamen Schwanderhübel blieb die Erinnerung daran erhalten.
Es ist davon auszugehen, dass Neukirchen aus dem ehemaligen Schwanden hervorgegangen ist, als an Stelle der kleinen Kapelle ein neues Kirchlein errichtet wurde, das dem werdenden Dorf seinen Namen (neue Kirche) gab. Die älteste Nachricht stammt aus dem Jahre 1185, als Rudolph und sein Bruder Johannes, Heinrich und dessen Sohn von Nunkirchen die Aussteinungsurkunde des Otterberger Klosterbesitzes unterzeichneten.
Mehlingen wurde 1257 erstmals urkundlich erwähnt, die Besiedlung geht aber wohl bis auf die alemannische Zeit um 450 zurück und könnte in der Zeit der fränkischen Landnahme im 6. Jahrhundert gegründet worden sein. Der Name bedeutet wohl Siedlung der Leute des Maol.
Baalborn entstand bei einem Born, einer Quelle. Bale bedeutet mittelhochdeutsch Böses, Schlechtes, demnach wäre Baalborn an einer schlechten Quelle entstanden. Gerade das stimmt aber nicht, denn die Quelle sprudelt klar und kräftig. Eher liegt dem Namen balde zu Grunde und bedeutet kühn, schnell. Über Balburnen-Balburn-Balborn entwickelte sich das heutige Baalborn. Erstmals wurde Baalborn zusammen mit Neukirchen 1185 erwähnt, als Albero von Baalbornen die Aussteinungsurkunde des Otterberger Klosterbezirkes mit unterzeichnete.

## Neuzeit

### Frühe Neuzeit
Im Dreißigjährigen Krieg wurde das Dorf mehrfach von Soldatenhorden geplündert und erholte sich von den Kriegsschäden nicht mehr, so dass es in der Folgezeit zu einer unbedeutenden Hirtensiedlung absank.
Eine Aufwärtsentwicklung der drei Ortsteile begann erst in der so genannten Franzosenzeit um die Wende vom 18. zum 19. Jahrhundert, die von 1792 bis 1814 dauerte, mit dem Bau der Kaiserstraße, die von Kaiserslautern nach Mainz führte. Nachdem die alten Territorialgrenzen beseitigt waren, gehörte der heutige Ortsteil Neukirchen bis 1814 mit Enkenbach zur Mairie Alsenborn im Kanton Kaiserslautern, während Mehlingen mit Baalborn eine Mairie im Kanton Otterberg bildete.
Am 20. September 1794 kam es während des Ersten Koalitionskrieges zum Gefecht beim Fröhnerhof, zwischen Reichs- und französischen Revolutionstruppen. Letztere wurden in die Flucht geschlagen und erlitten herbe Verluste. Die Reichstruppen standen unter dem Oberbefehl Blüchers, der selbst mitkämpfte. Der pfälzische Oberstleutnant Heinrich Ernst Ludwig von Leiningen-Westerburg-Neuleiningen tat sich dabei besonders hervor.
In der bayerischen Zeit (ab dem Jahr 1816) wurden dann Neukirchen und Baalborn als selbständige Gemeinden der Bürgermeisterei Mehlingen unterstellt. Im Jahr 1939 erfolgte dann der Zusammenschluss zu einer Gemeinde, doch 1949 schied Baalborn wiederum aus und blieb bis 1969 selbständig.

### 19. Jahrhundert
Nach Napoleons verlorenem Russland-Feldzug im Jahr 1812 bangten die Eigentümer der erkauften Güter um ihren Besitz. Nach dem Sieg über Napoleon wurden in den drei Dörfern der heutigen Gemeinde Mehlingen bayerische, preußische, österreichische und russische Soldaten einquartiert, die wieder Verpflegung forderten. Die französische Verwaltung wurde aufgehoben, die ersteigerten Nationalgüter verblieben jedoch bei den neuen Besitzern, falls diese rechtmäßig erworben wurden.
Während aus früheren Jahren kaum schriftliche Unterlagen vorhanden sind, so sind seit der napoleonischen Zeit Gemeindeakten, Gemeinderechnungen und Ratsprotokolle fast lückenlos erhalten.
Im Jahre 1816 wurde die Pfalz bayerisch und die aus der Franzosenzeit stammenden Gesetze und Verordnungen wurden nach und nach abgeschafft oder geändert. Junge Männer wurden jetzt zum bayerischen Militärdienst eingezogen. Wer es sich leisten konnte, kaufte sich durch Stellung eines Ersatzmannes frei. Mancher junge Mann versuchte sich durch die Flucht über den Rhein der Konskription zu entziehen oder wanderte heimlich nach Amerika aus. Wurde er aufgegriffen, hatte er mit empfindlichen Strafen zu rechnen. Ein Peter Hack aus Niedermehlingen bekam 1816 zum Beispiel eine Geldbuße von 100 Gulden auferlegt.
Außerdem kamen bayerische Beamte, die unbeliebten Zwockel, in die Pfalz.
In den 1830er Jahren rückten politische Bewegungen in den Vordergrund, deren Höhepunkt das Hambacher Fest war, an dem nicht wenige Einheimische teilnahmen.
In den 1860er Jahren stieg die Einwohnerzahl in den drei Gemeinden stark an. Der Gemeinderat von Neukirchen zog deshalb in Erwägung, sieben namentlich genannte Familien, die noch nicht lange im Ort ansässig waren, wegen Unterstützungsbedürftigkeit, Bettelei und begangenem Waldfrevel auszuweisen, da schon genug arme Leute im Dorf wohnten. Als im August 1870 norddeutsche Truppen in Neukirchen und Mehlingen vorübergehend Quartier nahmen, blieben deren marschunfähigen Militärpferde zurück und mussten in verschiedenen Ställen durchgefüttert werden. Von den durchziehenden Truppen waren besonders in Baalborn erhebliche Flurschäden zu beklagen. Trotz der Geldknappheit veranstalteten die Gemeinden Mehlingen und Baalborn aber anlässlich des siegreichen Kriegsendes einen Umzug mit Musik, bei dem jedes Kind eine Festbrezel geschenkt bekam.
Die Zeiten wurden zusehends besser. Jetzt begann Mehlingen die längst fälligen Vorarbeiten für einen Schulhausneubau. Inzwischen kam erneut die Vereinigung der Schulen von Neukirchen und Mehlingen ins Gespräch. Die Gemeinderäte waren sich schon über die Formalitäten einig. Da traten die Gegner des Zusammenschlusses auf den Plan. Um den Schulstreit zu beenden, verfügte die Regierung in München 1878, es sei von einer Vereinigung der Schulen von Neukirchen und Mehlingen Abstand zu nehmen. Dies war das Signal, die Schulhäuser in Neukirchen und Mehlingen zu bauen.

### Erster Weltkrieg
Gleich zu Beginn des Ersten Weltkriegs mussten allein aus Neukirchen 15 aktive Soldaten und 72 Reservisten, Landwehr- und Landsturmleute einrücken, darunter auch die beiden Lehrer, sodass der Unterricht auf unbestimmte Zeit ausfallen musste.
Im Jahre 1915 waren fast 200 junge Männer aus der Gemeinde im Krieg, elf waren bisher gefallen, sechs wurden vermisst und fast die Hälfte der Kriegsteilnehmer war verwundet. 1916 wurden in den Dörfern der heutigen Gemeinde die Lebensmittel knapp. Im Herbst 1917 mussten die drei Gemeinden für die ärmere Bevölkerung Kartoffeln ankaufen. Zu Beginn des Jahres 1918 wurde die Ernährungslage immer schwieriger, denn die Ablieferungspflicht für Frucht, Kartoffeln, Milch und Eier war so stark verschärft worden, dass auch die Landbevölkerung Not litt. Nachts konnte man das Grollen der Geschütze und den Feuerschein von der Front hören. Im Herbst 1918 fanden über dem Gemeindegebiet mehrere Luftkämpfe statt, bei denen allerdings niemand verletzt wurde.

### Zwischenkriegszeit

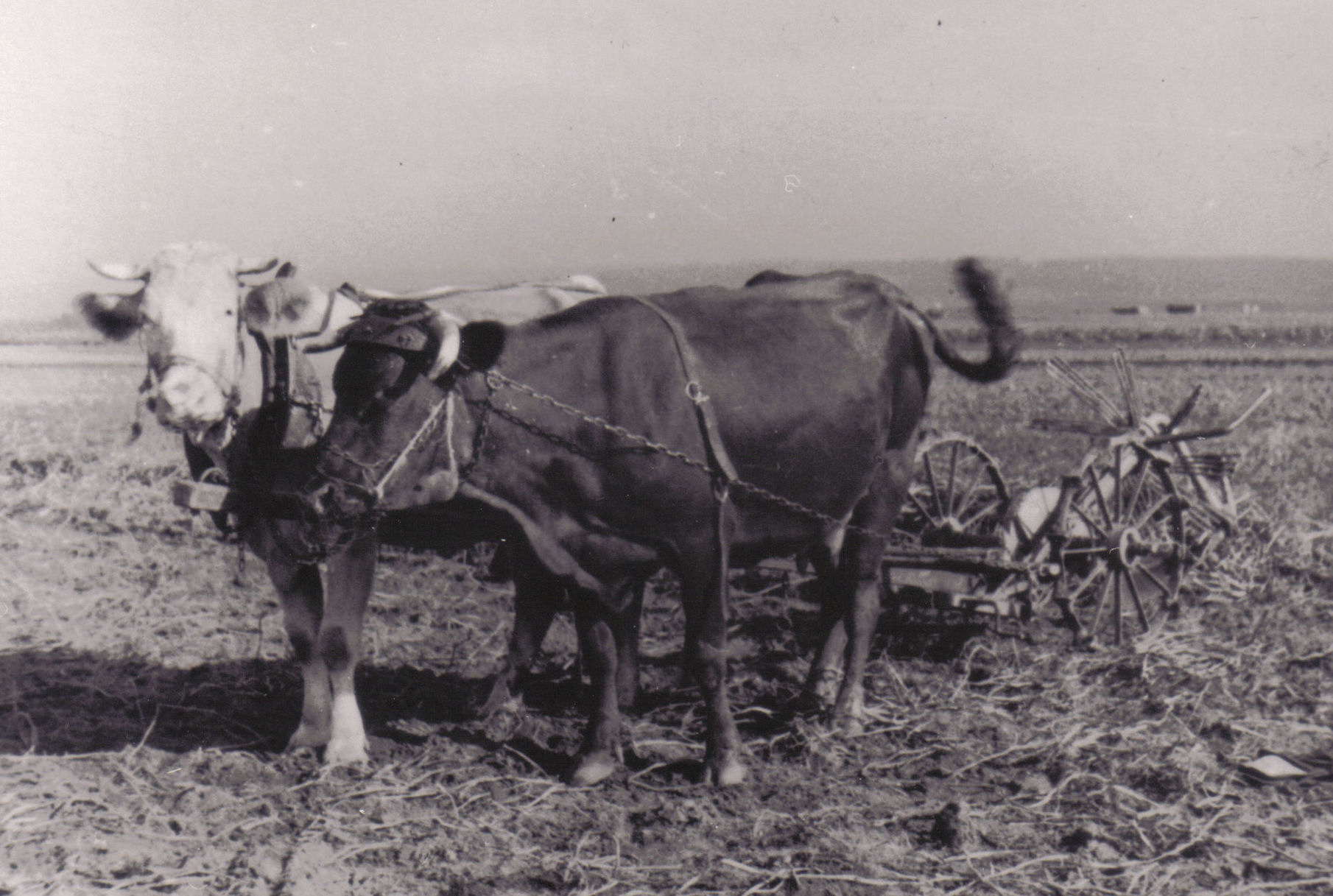
Kuhgespann mit so genannter „Kartoffelhexe“, 1934

Im November 1918 zogen Tag und Nacht deutsche und österreichische Truppen durch. Fast täglich gab es Einquartierungen. Bald darauf kamen französische Einheiten, manchmal bis zu 500 Mann und beschlagnahmten Scheunen, Ställe und Schuppen. Trotz des Futtermangels mussten Hafer, Heu und Stroh an die Besatzungstruppen abgeliefert werden.
Das Jahr 1922 begann mit zunehmender Verteuerung. Der Winter 1932 schien noch eine Steigerung der Not zu bringen. Vom Bürgermeisteramt wurde die Bevölkerung aufgerufen, durch Mithilfe bei der Kartoffel- und Rübenernte sich ihren Bedarf an Winterkartoffeln zu verdienen. In Eingaben an die Regierung schilderte Bürgermeister Latschar, dass die Gemeinde bis zu 75 Prozent aus werktätigen und jetzt arbeitslosen und ausgesteuerten Bürgern und der Rest aus Kleingewerbetreibenden und gering begüterten Landwirten bestehe und bat um Erhöhung der Reichs- und Landeshilfe.
Das Gemeindearchiv enthält aus diesen Jahren keine wichtigen Dokumente. Erwähnenswert sind jedoch die Vereinigung der Volksschulen von Neukirchen und Mehlingen zur christlichen Gemeinschaftsschule und die Eingliederung der bisher selbständigen Gemeinden Baalborn und Neukirchen im Jahr 1939.
Im Gemeindebereich wohnten Mitte der 1930er Jahre zwar keine Juden mehr, aber viele Bürger waren Zeuge der Judenpogrome in Kaiserslautern.
Bereits im Herbst 1938 rollten Einheiten der Wehrmacht auf der nahen Kaiserstraße nach Westen, um die Bunker an der französischen Grenze zu beziehen. Doch wenige Tage später kehrten die Soldaten mit Blumen geschmückt zurück, denn der drohende Krieg war durch das Münchner Abkommen abgewendet worden.

### Zweiter Weltkrieg
Im Februar 1939 musste der ungediente Jahrgang 1913 zu einer militärischen Kurzübung einrücken. Ende August verteilte der Gemeindediener die Einberufungsbefehle. Anfang Oktober begann die Evakuierung der Bevölkerung aus den kriegsbedrohten Grenzgebieten, besonders im Raum Pirmasens und Zweibrücken, die vorübergehend im Gemeindebereich untergebracht werden musste. Das mitgebrachte Vieh wurde an Ortsansässige verkauft. Die Häuser waren überfüllt von Flüchtlingen. Über Winter lagen auch noch deutsche Soldaten, die erst im Frühjahr 1940 abmarschierten, in allen Ortsteilen im Quartier.
Im Februar 1941 kamen polnische Kriegsgefangene zum Arbeitseinsatz in die Gemeinde. Im Frühjahr 1942 kamen noch etwa 150 sowjetische Kriegsgefangene und dienstverpflichtete ukrainische Mädchen dazu, die auf die drei Dörfer und die Höfe verteilt wurden. Im Herbst 1943 wurden mehr als 100 gefangene Schwarze nach Mehlingen verfrachtet und in den beiden Tanzsälen untergebracht. Sie wurden meistens nachts zum Verladen von Munition in Enkenbach eingesetzt. Infolge der schlechten Ernährung und der primitiven Unterkunft starben mehrere in den kalten Wintern.
Mit Beginn des Kriegsjahrs 1944 begannen vermehrte Luftangriffe. Am 7. Januar wurde Kaiserslautern bombardiert. Immer öfter gab es Fliegeralarm, auch tagsüber. Am 25. November 1944 fielen etwa 200 Sprengbomben ins freie Feld, darunter 20 Blindgänger. Im Ortsbereich gab es vier Tote und vier Verwundete. In den letzten Kriegstagen kamen die Dorfbewohner fast nicht mehr aus den Luftschutzkellern heraus. Die deutsche Heeresleitung sah sich durch den Vormarsch der US-Truppen am Rhein gezwungen, den Frontabschnitt bis zum Rhein zurückzunehmen. Die Räumung der Pfalz geschah deshalb in aller Eile und ohne schwere Kämpfe. Am 19. März 1945 rückten amerikanische Panzer in Neukirchen, Mehlingen und Baalborn ein. Die vom Volkssturm errichteten Panzersperren waren nicht geschlossen worden, was weiteres Blutvergießen verhinderte.
Am Ende des Kriegs waren aus der Gemeinde Mehlingen 170 Soldaten gefallen oder vermisst.
Neun Männer, Frauen und Kinder starben bei Fliegerangriffen.

### Nachkriegsjahre
Die ersten Wochen unter der amerikanischen Besatzung waren schwer. Viele Familien mussten ihre Häuser verlassen oder Teile davon räumen. Sämtliche Wohnungen wurden nach deutschen Soldaten, versteckten Waffen und Souvenirs durchsucht. Ausgehverbote wurden verhängt. Den Amerikanern folgten bald die französischen Besatzungstruppen, die sich nun als Sieger gerierten. Sie verlangten vom Bürgermeister, dass alles ehemalige Wehrmachtsgut zu einem bestimmten Platz in Mehlingen gebracht werden müsse, andernfalls würde er nach Frankreich in ein Bergwerk gesteckt. Außerdem drohten sie mit der Belegung durch Nordafrikaner und Anzünden der Häuser. Noch in der Nacht und am nächsten Vormittag war das Wehrmachtsgut auf dem angegebenen Platz gelagert. Dort blieb es liegen, wurde aber von Tag zu Tag weniger. Kein Franzose kümmerte sich mehr darum.
Auf Grund der Lebensmittelverknappung in Kaiserslautern kamen täglich Stadtbewohner in die Bauernhäuser und bettelten um Lebensmittel. Die Bauern waren selbst in Bedrängnis. Die Bestände an Kartoffeln, Getreide, Viehfutter und Saatgut standen unter fortwährender Kontrolle mit Eisenstab und Maßband. Die kleinsten Mengen wurden ausfindig gemacht und der Ablieferungspflicht unterworfen, dabei war das Ablieferungssoll oft höher als die eigene Erzeugung. Am härtesten traf die Bauern die Ablieferung ihrer Ackerpferde.
Gleich nach dem Zweiten Weltkrieg begannen innerhalb der Ortsteile Baalborn und Neukirchen Bestrebungen, die auf die Trennung von der 1939 erfolgten Eingliederung in die Gemeinde Mehlingen hinzielten. Während dies Neukirchen nicht gelang, erlangte Baalborn 1949 wieder die Selbständigkeit, wenn auch die Bürgermeisterei Mehlingen Sitz der Verwaltung blieb und den gemeinsamen Bürgermeister stellte. Am 7. Juni 1969 verlor die Gemeinde Baalborn nach Neubildung der Gemeinde Mehlingen aus den Gemeinden Mehlingen und Baalborn erneut ihre Selbständigkeit.